# Keith Wayne
Keith Wayne (n. 16 ianuarie 1942 - d. 9 septembrie 1995), născut Ronald Keith Hartman, a fost un actor american cunoscut datorită personajului Tom în filmul Noaptea morților vii (1968). După terminarea filmului, nu a mai jucat în niciun film, lucrând ca și cântăreț pentru The Bill Roberts Show, Keith Wayne și United Brass Works. S-a sinucis pe 9 septembrie 1995 în New Castle, Pennsylvania.